# Losdolobus ybypora
Losdolobus ybypora är en spindelart som beskrevs av Brescovit, Ott och Arno Antonio Lise 2004. Losdolobus ybypora ingår i släktet Losdolobus och familjen Orsolobidae. Inga underarter finns listade i Catalogue of Life.